# 로이드 (가수)
로이드(Lloyd, 1986년 1월 3일 ~ )는 미국의 싱어송라이터이다.

## 디스코그래피
스튜디오 음반
- Southside (2004)
- Street Love (2007)
- Lessons in Love (2008)
- King of Hearts (2011)
- Tru (2018)